# Федяєв Іван Андрійович
Іван Андрійович Федяєв (рос. Иван Андреевич Федяев; 23 липня 1997, Сніжне — 16 червня 2023, Запорізька область) — російський військовик, рядовий ЗС РФ. Герой Російської Федерації.

## Біографія
В 2013/17 роках навчався в Штеринському енергетичному технікумі в Міусинську за спеціальністю «електричні станції, мережі та системи», здобув кваліфікацію техніка-електрика. Продовжив навчання в Донбаському державному технічному університеті в Алчевську, в 2019 році отримав диплом бакалавра. Після цього працював ремонтником в Сніжнянській районній електромережі.
Після початку російського вторгнення в Україну в лютому 2022 року вступив в ЗС РФ і був призначений механіком-водієм БМП мотострілецького взводу мотострілецької роти мотострілецького батальйону 70-го мотострілецького полку. Бився на Запорізькому напрямку. Загинув у бою. Похований в рідному місті на цвинтарі колишньої шахти № 18.

## Нагороди
- Звання «Герой Російської Федерації» (9 жовтня 2023, посмертно)